# Emirat Sycylii
Emirat Sycylii (ar. إمارة صقلية trb. imārat ṣuqulliya) – państwo muzumałńskie istniejące w latach 831–1091 na Sycylii. Najazdy wojsk arabskich w pierwszej połowie IX wieku doprowadziły do zdobycia przez Arabów władzy na wyspie. Do 902 roku muzułmanom udało się podporządkować większość terenów Sycylii. Podczas ich rządów ponownie wzrosło znaczenie państwa, a Emirat Sycylii był wówczas najbogatszym krajem basenu Morza Śródziemnego, co przyczyniło się do znacznego rozwoju kultury oraz sztuki w regionie. Od 1061 roku zamieszkujący wyspę muzułmanie byli stopniowo wypierani przez chrześcijan.

## Pierwsze arabskie najazdy
W 536 roku wojska bizantyjskie z rozkazu Justyniana I odzyskały Sycylię. Jednak z biegiem czasu obecność Cesarstwa Wschodniorzymskiego w zachodniej części Morza Śródziemnego stawała się coraz mniej zauważalna. W roku 652, za rządów kalifa Usmana, Arabowie podjęli pierwszą próbę najazdu. Do końca VII w. Umajjadzi opanowali wybrzeże północnej Afryki, wraz z portem w Kartaginie, gdzie założyli swoją główną bazę, w której rozbudowywali flotę i skąd wyruszali na kolejne wyprawy.
Około 700 roku muzułmanie zajęli wyspę Pantellerię, ale niezgoda w ich szeregach doprowadziła do zaniechania najazdu na Sycylię. Zamiast tego zawarli traktat handlowy z Bizantyńczykami, umożliwiający arabskim kupcom handel w portach sycylijskich. Ataki floty muzułmańskiej powtarzały się w latach 703–734.
Pierwsza wyprawa, która mogła zakończyć się podbiciem wyspy, rozpoczęła się w 740 roku. Wówczas muzułmański książę Abd al-Rahman ibn Habib al-Fihri (uczestnik najazdu z 728 roku) zajął Syrakuzy, jednak bunt Berberów w Afryce Północnej zmusił go do wycofania się z wyspy. Kolejny najazd w 752 roku miał za cel jedynie ograbienie miasta.

## Bunt Eufemiusza i stopniowy podbój wyspy przez muzułmanów
W 826 roku Eufemiusz, dowódca floty bizantyńskiej stacjonującej na Sycylii, ożenił się z zakonnicą. Cesarz Michał II, zdając sobie sprawę z wagi czynu popełnionego przez swojego podwładnego, wysłał jednego ze swoich generałów, Konstantyna, by ten ukarał winnego obcięciem nosa. Eufemiusz zabił Konstantyna i zajął Syrakuzy, jednak później pokonany, zbiegł do północnej Afryki. Tam poprosił Zijadata Allaha, aghlabidzkiego emira Tunisu, o pomoc w przejęciu władzy nad wyspą. Emir zgodził się udzielić wsparcia, pod warunkiem składania przez Eufemiusza rocznego trybutu i powierzył podbój wyspy swojemu generałowi, siedemdziesięcioletniemu kadiemu Asadowi ibn al-Furatowi. 
Siły muzułmańskie liczyły 10 tys. pieszych, 700 konnych oraz 100 statków, dodatkowo wzmocnionych flotą Eufemiusza. Pierwsza bitwa z oddziałami lojalnymi wobec Bizancjum odbyła się 15 lipca 827 roku w pobliżu Mazara del Vallo i zakończyła się zwycięstwem Aghlabidów. Asad zajął południowy brzeg wyspy i rozpoczął oblężenie Syrakuz. Po rocznym oblężeniu i mimo próby buntu był w stanie pokonać wielką armię, wspieraną przez dożę Wenecji, Giustiniano Partecipazio, która była wysłana na odsiecz z Palermo. Zwycięski pochód armii Asada został przerwany przez zarazę, której ofiarą padł sam wódz. Siły muzułmańskie wycofały się do zamku Mineo. Później podjęły kolejną ofensywę, ale po nieudanym oblężeniu Castrogiovanni (obecnie Enna), w czasie którego zmarł Eufemiusz, muzułmanie wycofali się do Mazary.
W 830 roku resztki armii Asada otrzymały wsparcie 30 000 współwyznawców z Afryki i Andaluzji. Na przełomie lipca i sierpnia siły muzułmańskich Iberów odniosły zwycięstwo nad oddziałami Teodotusza, ale kolejny raz plaga zmusiła ich do powrotu do Mazary, a potem do Afryki. Tymczasem berberyjska część armii, po rocznym oblężeniu, we wrześniu 831 roku zdobyła Palermo, które przemianowano na Bal'harm i uczyniono stolicą Emiratu Sycylii. Dalszy podbój przebiegał powoli z powodu silnego oporu armii bizantyjskiej oraz miejscowej ludności. Przez długi czas niezdobyte utrzymywały się Syrakuzy (do 878 r.), Taormina padła w 902 roku, a całą wyspę udało się opanować dopiero w 965 roku.

## Czasy emiratu
O sukcesję nad emiratem spierały się dwie muzułmańskie dynastie – Aghlabidzi z Tunisu i Fatymidzi z Kairu. Na tym konflikcie skorzystał Konstantynopol, zajmując na kilka lat wschodnie krańce wyspy. Po stłumieniu rewolty, fatymidzki kalif Ismail al-Mansur mianował Hassana al-Kalbiego (948-964) emirem Sycylii. Udało mu się powstrzymać powracające oddziały Bizancjum i założyć dynastię Kalbidów. Pod ich panowaniem ataki na południe Italii trwały do XI w. i spowodowały wyprawę Cesarza Rzymskiego Ottona II w 982 roku, która poniosła klęskę w bitwie w pobliżu miejscowości Crotone w Kalabrii. Za panowania emira Yusufa al-Kalbiego jego władztwo zaczęło się rozpadać, a pod rządami emira Al-Akhala (1017-1037) wybuchł konflikt dynastyczny. W jego trakcie pretendenci do tronu sprzymierzali się z Bizancjum i z zirydzkimi władcami Tunezji, co doprowadziło, za panowania Hasana as-Samsama (1040-1053), do rozpadu emiratu  na kilka udzielnych państewek.
Arabowie po zakończeniu podboju wyspy przeprowadzili reformę gruntów, doprowadzając do zwiększenia produktywności, rozwoju małych gospodarstw i dominacji majątków ziemskich. Rozwinęli również system irygacji oraz sprowadzili na wyspę sadzonki pomarańczy, cytryn, pistacji i trzciny cukrowej. Bagdadzki kupiec Ibn Haukala podczas swojego pobytu na Sycylii w 950 roku, opisał miasto Palermo.
Mury dzielnicy Kasr (pałac) znajdującej się w centrum metropolii przetrwały do naszych czasów. Na terenie, na którym pierwotnie znajdował się wielki meczet, postawiono katedrę rzymską. W dzielnicy Al-Khalisa (Kalsa) znajdowały się: Pałac Sułtański, łaźnie, meczety, siedziby urzędów i prywatne więzienie. Ibn Hawkual doliczył się 7000 rzeczników handlu w 150 sklepach. W 1050 roku Palermo liczyło 350 000 mieszkańców, co czyniło je jednym z największych miast w Europie, ustępującym jedynie stolicy Andaluzji, Kordobie, która liczyła 450 000 obywateli. Dla porównania, w czasach chrześcijańskiego Królestwa Sycylii, liczba ludności w Palermo spadła do 150 000, natomiast w 1330 roku, populacja Palermo liczyła już tylko 51 000 mieszkańców.
Arabski podróżnik, geograf i poeta Ibn Dzubair odwiedził emirat pod koniec XII w. i opisał dzielnice Al-Kasr i Al-Khalisa (Kalsa): 
Emirat jest wyposażony w dwa najbardziej pożądane atrybuty – splendor i bogactwo. Zawiera on wszystkie prawdziwe i wyimaginowane piękna, które można sobie wyobrazić. Splendor i łaski zdobią place i tereny wiejskie, ulice i drogi są szerokie, a oko jest olśnione pięknem sytuacji. Jest to miasto pełne cudów, z zabudową podobną do tej występującej w andaluzyjskiej Cordobie, zbudowanej z wapienia. Stałe strumienie wody z czterech źródeł dzielą miasto na cztery części. Jest tak wiele meczetów, że są one niemożliwe do zliczenia. Większość z nich służy również jako szkoły. Oko jest oszołomione całym tym splendorem.
Podczas jego wyprawy Bizantyjczycy (zwani Rumijczykami) dalej próbowali odzyskać panowanie nad wyspą, a muzułmanie próbowali odzyskać panowanie nad okupowaną przez Bizancjum wschodnią częścią wyspy.

## Upadek
Z początkiem XI wieku, z powodu wewnętrznych sporów, Emirat Sycylii zaczął się rozpadać. Do końca XI wieku południowa Italia dostała się pod panowanie Normanów - chrześcijańskich potomków wikingów. Wśród nich znajdował się Roger I, który w przyszłości odbije wyspę spod panowania Arabów. W 1060 roku Sycylia została najechana przez Normana Roberta Guiscarda, syna Tankreda. Wyspa została podzielona na trzy niezależne emiraty, z głównymi ośrodkami w Syrakuzach, Palermo i Qas'r Ianni. Po zdobyciu Apulii i Kalabrii, Roger I podjął się podboju Mesyny z armią 700 rycerzy. W 1068 roku Roger de Hauteville i jego ludzie pokonali muzułmanów pod Misilmeri. Najważniejszą batalią było oblężenie Palermo, po którym złamano opór sił muzułmańskich, co w efekcie doprowadziło do opanowania wyspy do 1091 roku. Po zakończeniu podboju Normanowie odsunęli od władzy lokalnego emira, Yusufa ibn Abdallaha.
Strata wcześniej wymienionych miast zadała poważny cios dla muzułmańskiej władzy na wyspie. Miastem Qas'r Ianni (współcześnie Enna) rządził emir, Ibn Al-Hawas. Jego następca, Ibn Hamud, zrzekł się władzy i nawrócił się na chrześcijaństwo w 1087 roku. Po nawróceniu, Ibn Hamud wszedł w szeregi chrześcijańskiej szlachty i za zgodą Rogera I wycofał się z rodziną do posiadłości w Kalabrii. W 1091 roku upadły ostatnie muzułmańskie twierdze, w południowej części Sycylii – Butera i na Malcie – Noto, co zapoczątkowało upadek muzułmańskiej potęgi w basenie Morza Śródziemnego.